# Ordre des Serviteurs de la Sainte Vierge

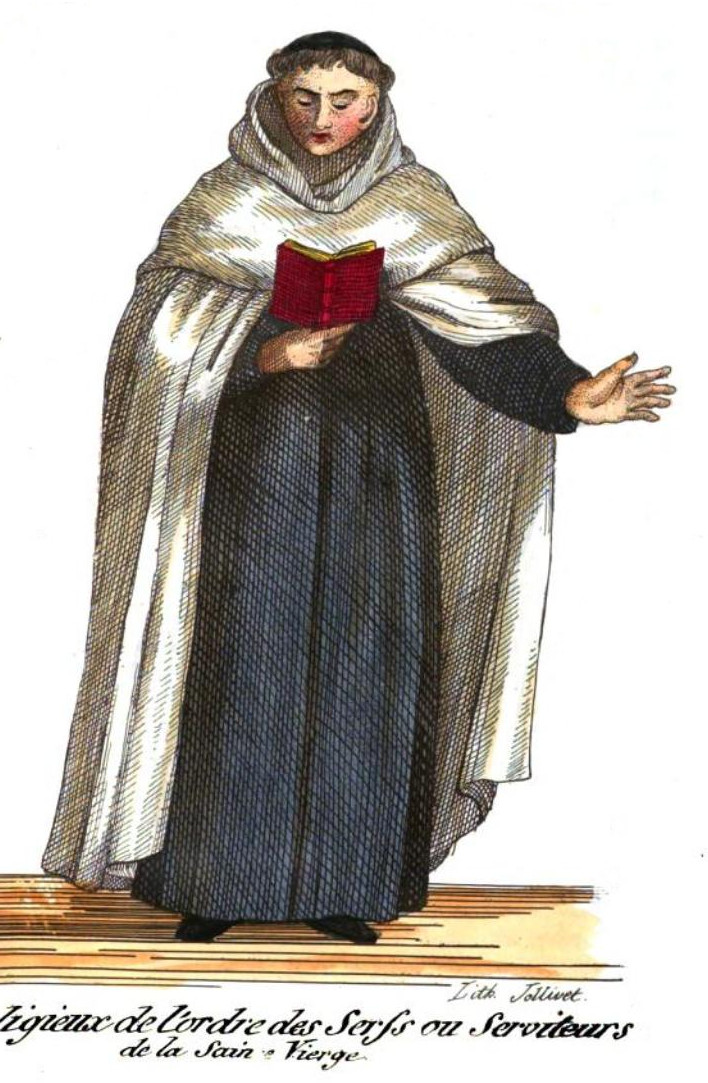
Costume religieux des Serfs de la Sainte Vierge.

Ne doit pas être confondu avec Ordre des Servites de Marie.
L'ordre des Serviteurs de la Sainte Vierge ou Serfs de la Sainte Vierge surnommés Blancs-Manteaux est un ordre mendiant fondé en 1257 et supprimé en 1274 lors du deuxième concile de Lyon puis rattaché à l'ordre de Saint-Guillaume. 

## Histoire
L'ordre est fondé à Marseille en 1257 mais on ignore le nom du fondateur. Le 26 septembre de la même année, le pape Alexandre IV autorise l'ordre par une bulle et demande à Benoît d'Alignan, évêque de Marseille de leur donner une règle. Ce dernier leur prescrit celle de Saint Augustin qu'ils suivaient déjà. Le pape Clément IV les approuve de nouveau en 1266.
En 1258, Ils s'installent à Paris et sollicitent la protection de Saint Louis. Le roi leur achète une maison près du mur d'enceinte relevant de l'ordre du Temple. Amaury de La Roche, grand commandeur des templiers français, leur permet d'avoir un cimetière, une chapelle et un couvent et renonce au cens ; en échange, le roi accorde une rente de 40 sous au maître du Temple. Les religieux obtiennent également l'assentiment de Renaud III Mignon de Corbeil, évêque de Paris, du curé de l'église Saint-Jean-en-Grève, et de Robert, abbé du Bec-Helloin, parce que cette maison était sur le diocèse de Paris dans la paroisse Saint-Jean et sous bénéfice ecclésiastique de l'abbé du Bec. Leur habit étant constitué d'une robe noire et d'un manteau blanc, ils sont rapidement surnommés les Blancs-Manteaux. 
En 1274, le IIe concile de Lyon supprime tous les ordres mendiants fondés depuis le concile de Latran en 1215, ce qui inclut les Blancs-Manteaux. Le roi Philippe le Bel donne leur monastère à l'ordre de Saint-Guillaume qui sont autorisés à en prendre possession par une bulle de Boniface VIII du 18 juillet 1297 ; ils fusionnent avec les Serfs de la Sainte Vierge qui ne sont plus que quatre. Le surnom de Blancs-Manteaux reste malgré le fait que les religieux guillemites portent un habit entièrement noir.